# 大羊街乡
大羊街乡，是中华人民共和国云南省红河哈尼族彝族自治州红河县下辖的一个乡镇级行政单位。

## 行政区划
大羊街乡下辖以下地区：
妥赊村、妥垤村、大羊街村、红土坡村、新村和车普村。